# Eharius hymetticus
Eharius hymetticus is een mijtensoort uit de familie van de Phytoseiidae. De wetenschappelijke naam van de soort werd voor het eerst geldig gepubliceerd in 1991 door Papadoulis en Emmanouel.